# La Palma (Piura)
La Palma es un caserío peruano ubicado en el distrito de Piura, perteneciente a la provincia y departamento homónimo, al norte del Perú. 

## Ubicación
La Palma se ubica al oeste de la provincia de Piura, en el distrito de Piura, en el departamento de Piura.

## Demografía
En 2017 La Palma tenía una población de 352 habitantes.
| Gráfica de evolución demográfica de La Palma entre 1993 y 2017 |
|                                                                |
| Fuentes: Población 1993 y 2017                                 |